# Истошинское сельское поселение
Истошинское се́льское поселе́ние — муниципальное образование в Бердюжском районе Тюменской области Российской Федерации.
Административный центр — село Истошино.

## История
Статус и границы сельского поселения установлены Законом Тюменской области от 5 ноября 2004 года № 263 «Об установлении границ муниципальных образований Тюменской области и наделении их статусом муниципального района, городского округа и сельского поселения».

## Население
| 2010 | 2011 | 2012 | 2013 | 2014 | 2015 | 2016 |
| ---- | ---- | ---- | ---- | ---- | ---- | ---- |
| 872  | ↘869 | ↘862 | ↘838 | ↘829 | ↘820 | ↘810 |
| 2017 | 2018 | 2019 | 2020 | 2021 | 2023 |      |
| ↘792 | ↘784 | ↘778 | ↘760 | ↘710 | ↘684 |      |

## Состав сельского поселения
| № | Населённый пункт | Тип населённого пункта       | Население |
| - | ---------------- | ---------------------------- | --------- |
| 1 | Босоногова       | деревня                      | 156       |
| 2 | Истошино         | село, административный центр | 496       |
| 3 | Луговая          | деревня                      | 74        |
| 4 | Шабурова         | деревня                      | 146       |